# Folketingswahl Juli 1920
- Social.: 42
- Rad. V.: 16
- Sonst.: 1
- Venstre: 51
- Kons.: 26
- Erhverv.: 4

Die Folketingswahl am 6. Juli 1920 war die 34. Wahl zum Folketing, der zweiten Kammer des dänischen Parlaments. Nach der Wahl im April war dies bereits die zweite Wahl in diesem Jahr. Ausgeschrieben wurde sie am 24. Juni desselben Jahres. Die liberale Venstre gewann leicht dazu und konnte ihren Vorsprung vor den Sozialdemokraten auch nach Sitzen ausbauen. Die von ihr gebildete Regierung Neergaard II bestand weiter. Im September folgte jedoch bereits die nächste Folketingswahl.

## Wahlmodus
Wahlberechtigt zur Folketingswahl waren alle dänischen Staatsbürger, die das 29. Lebensjahr vollendet hatten und einen Wohnsitz in Dänemark besaßen. Ein Mandat wurde auf den Färöern verteilt, 139 Mandate wurden im übrigen Dänemark in einer Verhältniswahl vergeben. Dabei wurden zunächst 110 so genannte Wahlkreismandate (kredsmandater) auf die 22 Groß- und Amtskreise (stor- og amtskredse) aufgetrennt und dort nach dem regionalen Stimmverhältnis verteilt. Anschließend wurden landesweit nochmals weitere 29 Ausgleichsmandate (tillægsmandater) ausgegeben, um den Stimmverhältnissen möglichst nahe zu kommen. Für diese Mandatsverteilung kamen jedoch nur Parteien in Betracht, die ein Wahlkreismandat errungen hatten oder in mindestens einem der drei Landesteile die Stimmzahl erreicht haben, die dem Anteil der gültigen Stimmen pro zu vergebendem Mandat entspricht.

## Ergebnisse

### Dänemark
| Partei                                      | Stimmen   | Prozent   | ± %       | Sitze     | ± Sitze   |
| ------------------------------------------- | --------- | --------- | --------- | --------- | --------- |
| Venstre Liberale Partei                     | 344.351   | 36,1 %    | +1,9      | 51        | ▲ 3       |
| Socialdemokratiet Sozialdemokraten          | 285.166   | 30,0 %    | +0,7      | 42        | ▬ 0       |
| Det Konservative Folkeparti Konservative    | 180.293   | 18,9 %    | −0,8      | 26        | ▼ 2       |
| Det Radikale Venstre Sozialliberale         | 109.931   | 11,5 %    | −0,4      | 16        | ▼ 1       |
| Erhvervspartiet Berufspartei                | 025.627   | 02,7 %    | −0,2      | 04        | ▬ 0       |
| Centrum Zentrum                             | 002.961   | 00,3 %    | −0,6      | 0         | –         |
| Frie Socialdemokrati Freie Sozialdemokraten | 002.793   | 00,3 %    | −0,4      | 0         | –         |
| Venstre-Socialister Linkssozialisten        | 002.439   | 00,3 %    | −0,1      | 0         | –         |
|                                             |           |           |           |           |           |
| Wahlberechtigte                             | 1.276.302 | 1.276.302 | 1.276.302 | 1.276.302 | 1.276.302 |
| Abgegebene Stimmen                          | 955.565   | 955.565   | 955.565   | 955.565   | 955.565   |
| Gültige Stimmen                             | 953.561   | 953.561   | 953.561   | 953.561   | 953.561   |
| Wahlbeteiligung                             | 74,9 %    | 74,9 %    | 74,9 %    | 74,9 %    | 74,9 %    |

### Färöer
Auf den Färöern wurde abweichend am 3. August gewählt. Als Vertreter von den Atlantikinseln zog erneut Andrass Samuelsen in den Folketing ein. 
| Kandidat                                    | Stimmen | Prozent |
| ------------------------------------------- | ------- | ------- |
| Andrass Samuelsen (Sambandsflokkurin)       | 2.693   | 70,3 %  |
| Símun Pauli úr Konoy (Sjálvstýrisflokkurin) | 1.124   | 29,7 %  |
|                                             |         |         |
| Wahlberechtigte                             | 8.259   | 8.259   |
| Abgegebene Stimmen                          | 3.832   | 3.832   |
| Gültige Stimmen                             | 3.817   | 3.817   |
| Wahlbeteiligung                             | 46,4 %  | 46,4 %  |